# Moldova 1
Moldova 1 (M1) es el primer canal de televisión público de Moldavia, operado por TRM. Su programación es generalista.

## Historia
El canal inició emisiones como Moldova TV el 30 de abril de 1958, emitiendo dos veces a la semana durante dos horas: viernes y domingo, aunque al poco tiempo se amplió a tres veces por semana. A finales de 1958, el canal ya emitía cuatro veces a la semana. Aunque la cobertura del canal era limitada, en el año 1961 Moldova TV cubría las principales ciudades moldavas. El 29 de septiembre de 1974 se emitieron los primeros programas en color, empleando el sistema SECAM.
Cuando Moldavia declaró su independencia, Moldova TV se convirtió en el principal canal público del país. 
En 1993 el canal cambió su nombre a Canalul 1, y para 1996, el canal emitía durante 13 horas diarias, aunque después de muchos esfuerzos, el canal emite las 24 horas del día. 
En 2002 el canal adoptó su actual denominación y en 2025 adoptó su actual imagen corporativa. Desde el 4 de febrero de 2025, Moldova 1 también se encuentra disponible en Transnistria.

## Imagen corporativa

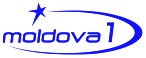
2005 – 2010
2010 – 2016
2016 – 2018
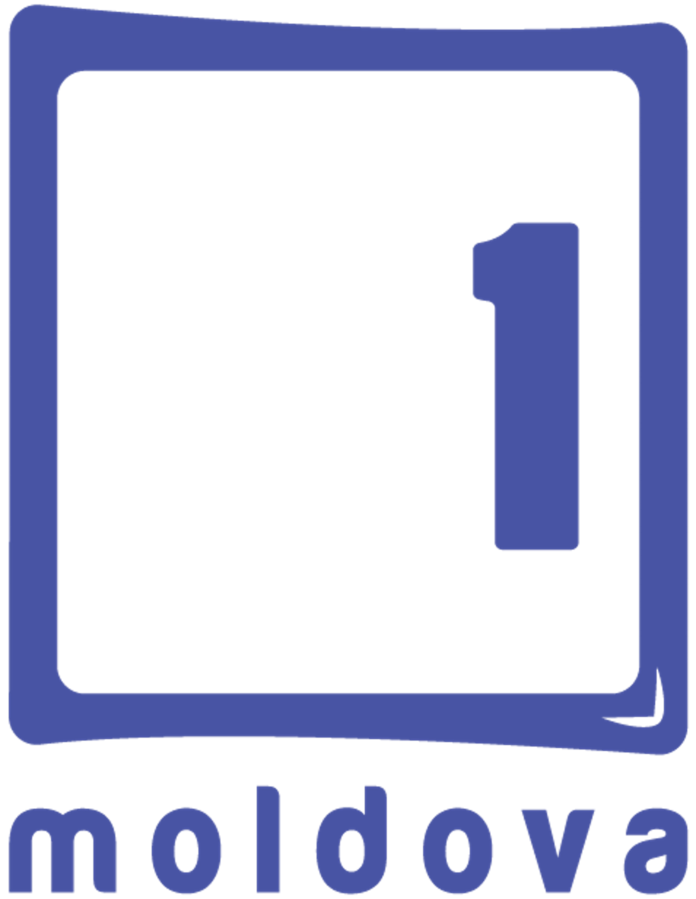
2018 – 2022
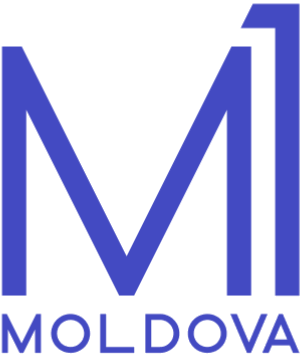
2022 – 2025